# Sesto Appuleio (console 14)
Sesto Appuleio (in latino Sextus Appuleius; fl. I secolo) è stato un politico romano, console nel 14.

## Biografia

### Origini familiari
Sesto Appuleio era il figlio del console del 29 a.C. e Quintilia, sorella di Publio Quintilio Varo. Questo Sesto Appuleio era anche un pronipote di Augusto dal lato di suo padre.

### Carriera politica
La sua carriera è in gran parte sconosciuta, se non che diventò console ordinario nell'anno 14.
Fu durante il suo consolato che il suo prozio e imperatore Augusto morì e gli succedette Tiberio. Appuleio fu uno dei primi a giurare fedeltà al nuovo Princeps.
Si sposò con Fabia Numantina, figlia di Paolo Fabio Massimo e Marcia, una cugina materna di Augusto (figlia di Azia Minore, sua zia, e di Lucio Marcio Filippo).
Appuleio e Fabia ebbero un figlio, chiamato anche lui Sesto Appuleio.
Si presume che sia morto poco dopo il 14 perché non viene menzionato successivamente al suo consolato.